# Окунь, Лев Борисович
Лев Бори́сович О́кунь (7 июля 1929, Сухиничи, Калужская губерния — 23 ноября 2015, Москва) — советский и российский физик, специалист по теории элементарных частиц (теория слабых взаимодействий, составные модели элементарных частиц и др.).
Действительный член Российской академии наук (с 1991; c 1990 — академик АН СССР), доктор физико-математических наук, профессор, начальник лаборатории Института теоретической и экспериментальной физики.

## Биография
Отец — участник Великой Отечественной войны, майор Борис Григорьевич Окунь (1903—1963), кавалер ордена Красной Звезды (1942). Мать — Белла Романовна Гинзбург (1909—1991).
В 1953 году окончил Московский инженерно-физический институт. Был учеником И. Я. Померанчука.
С 1954 года работал в Институте теоретической и экспериментальной физики. На протяжении более 30 лет руководил лабораторией теории элементарных частиц ИТЭФ и создал одну из ведущих научных школ страны.
В 1956 году защитил кандидатскую, в 1961 — докторскую диссертации. В 1967 году ему было присуждено звание профессора.
В 1962 году предложил термин «адрон» для общего наименования элементарных частиц, подверженных сильному взаимодействию.
1 июля 1966 года был избран членом-корреспондентом Академии наук СССР в отделение ядерной физики, 15 декабря 1990 года — действительным членом Академии наук СССР в отделение ядерной физики по специальности «ядерная физика».
Профессор МФТИ. Член редколлегии журналов «Успехи физических наук», «Ядерная физика», член редколлегии информационых изданий ВИНИТИ.
Член Academia Europaea.
Автор монографий «Слабые взаимодействия элементарных частиц» и «Лептоны и кварки», по которым обучались физике многие поколения исследователей. Его ученики внесли весомый вклад в стремительное развитие физики элементарных частиц и квантовой теории поля. Был первым советским учёным, избранным в Комитет научной политики ЦЕРНа — высший консультативный орган этой крупнейшей лаборатории по физике частиц.
В июле 2013 года в знак протеста против планов правительства по реформе Российской академии наук (РАН), выразившимся в проекте Федерального закона «О Российской академии наук, реорганизации государственных академий наук и внесении изменений в отдельные законодательные акты Российской Федерации» 305828-6, заявил об отказе вступить в новую «РАН», учреждаемую предлагаемым законом (см. Клуб 1 июля).
Похоронен на кладбище села Луцино (Одинцовский район Московской области).

## Научная деятельность
Основные работы посвящены теории элементарных частиц.
В своей первой работе 1953 года, выполненной под руководством А. Б. Мигдала, впервые правильно рассчитал сечение образования электронно-позитронной пары при столкновении тяжёлых частиц.
В области сильных взаимодействий в 1956 году была доказана теорема Окуня — Померанчука о равенстве сечений взаимодействия частиц из одного изомультиплета при асимптотически высоких энергиях. Ввёл термин «адрон» (1962). Предсказал (1957) изотопические свойства слабых адронных токов, предложил составную модель адронов и предсказал существование девятки псевдоскалярных мезонов. Совместно с Б. Л. Иоффе и А. П. Рудиком рассмотрел (1957) следствие нарушения Р-, С- и СР-инвариантности. Им была объяснена специфика распадов нейтральных K-мезонов сохранением CP и обоснована важность поиска нарушения CP в этих распадах. В том же году совместно с Б. М. Понтекорво оценил величину разности масс Kl- и Ks-мезонов.
В 1965 году совместно с Я. Б. Зельдовичем и С. Б. Пикельнером пришёл к выводу, что в природе отсутствуют свободные кварки. В 1974 году совместно с Зельдовичем и Кобзаревым ввёл понятие вакуумых доменов, совместно с М. Б. Волошиным и Кобзаревым положил начало теории нестабильного вакуума.
Анализ остаточной концентрации реликтовых элементарных частиц явился научным вкладом в вопрос дальнейшего решения проблемы происхождения тёмной материи во Вселенной. В связи с нарушением СР-симметрии выдвинул совместно с И. Ю. Кобзаревым и И. Я. Померанчуком гипотезу о существовании «зеркальных» частиц тёмной материи (1966). Изученные затем вакуумные доменные стенки были первыми макроскопическими объектами в литературе по квантовой теории поля; впервые исследовал тему распада ложного вакуума. Построил (1976) квантово-хромодинамические правила сумм для частиц, содержащих очарованные кварки (совместно с А. И. Вайнштейном, М. Б. Волошиным, В. И. Захаровым, В. А. Новиковым и М. А. Шифманом).
В начале 1970-х годов в рамках четырёхфермионной теории в совместных работах с В. Н. Грибовым, А. Д. Долговым и В. И. Захаровым изучал поведение слабых взаимодействий при асимптотически высоких энергиях и создал новую калибровочную теорию электрослабых взаимодействий. В 1990-е годы в цикле работ предложена простая схема учёта электрослабых радиационных поправок к вероятностям распадов Z-бозона. В рамках этой схемы проанализированы результаты прецизионных измерений на ускорителях LEPI и SLC (соавторы М. И. Высоцкий, В. А. Новиков, А. Н. Розанов).

## Награды, премии, почётные звания
- Орден «Знак Почёта»
- Медаль Маттеуччи (1988)
- Премия имени Карпинского (1990)
- Премия имени Бруно Понтекорво от Объединённого института ядерных исследований (1996)
- Золотая медаль имени Л. Д. Ландау Российской академии наук (2002)
- Премия имени И. Я. Померанчука от Института теоретической и экспериментальной физики (2008)

## Основные работы
- Окунь Л. Б. Слабое взаимодействие элементарных частиц. — М.: Физматгиз, 1963. — 248 с.
- Окунь Л. Б. Лептоны и кварки. — М.: Наука, 1981. — 304 с.
  - Окунь Л. Б. Лептоны и кварки. — 2-е изд., перераб. и доп. — М.: Наука, 1990. — 346 с. — ISBN 5-02-014027-9.
  - Окунь Л. Б. Лептоны и кварки. — 5-е изд. — М., 2012.
- Окунь Л. Б. Альфа бета гамма … Z. Элементарное введение в физику элементарных частиц. — М.: Наука, 1985. — 112 с. — (Библиотечка «Квант». Вып. 45).
  - Окунь Л. Б. Элементарное введение в физику элементарных частиц. — 3-е изд. — М.: Физматлит, 2009. — 128 c. — ISBN 978-5-9221-1070-9.
- Окунь Л. Б. Физика элементарных частиц. — 2-е изд., перераб. и доп. — М.: Наука, 1988. — 272 с. — ISBN 5-02-013824-X.
- Energy and mass in relativity theory. New Jersey, 2009.
- Окунь Л. Б. О движении материи. — М.: Физматлит, 2012. — 228 с. — ISBN 978-5-9221-1434-9.
- Окунь Л. Б. Азы физики. Очень краткий путеводитель. — М.: Физматлит, 2012. — 168 с. — ISBN 978-5-9221-1381-6.